# Héctor Sáez

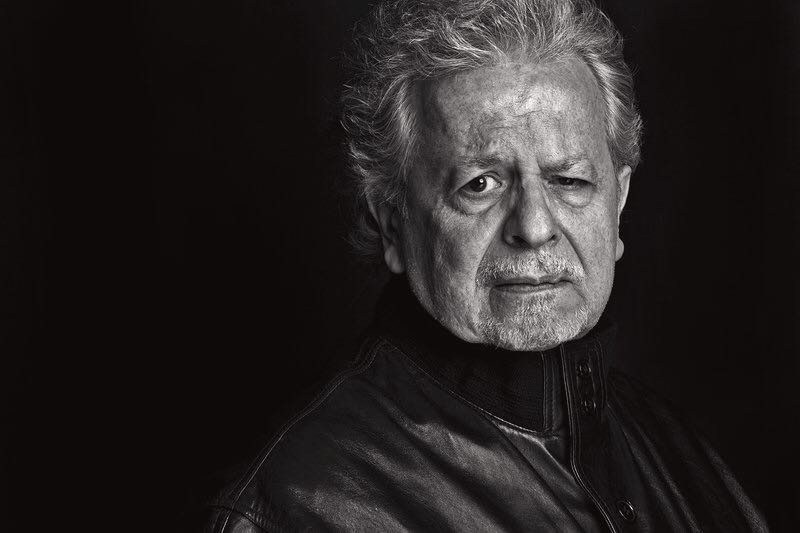
Héctor Saéz ator e apresentador mexicano

Héctor Saéz (Chiuaua, 1 de junho de 1944) é um ator mexicano.

## Carreira[2]

### Televisão
- 1967: La tormenta.
- 1968: Los Caudillos.
- 1969: El retrato de Dorian Gray - James Vane
- 1969: Puente de amor.
- 1969: Sin palabras - Carlos
- 1970: La Constitución  - Amado Godínez
- 1972: El carruaje - Capitão que fusila a Ocampo / Alejandro / Tenente / Haro
- 1973: Entre brumas - Bill
- 1974: La tierra - Padre Juan
- 1975: Paloma - Carlos Galindo
- 1977: Pacto de amor - Padre Juan
- 1978: Rosalía.
- 1980: Aprendiendo a amar - Ricardo Ibáñez
- 1980:  Al Salir el Sol - Miguel
- 1981: El derecho de nacer, como Ramón
- 1983: El maleficio - Joao
- 1984: Aprendiendo a vivir - Guillermo
- 1986: Lista negra -  César
- 1987: Senda de gloria - José Vasconcelos
- 1989: Lo blanco y lo negro - Tenente Larios
- 1992: La sonrisa del diablo.
- 1994: El vuelo del águila - Jerónimo Treviño
- 1994: Imperio de cristal - Padre Ángel
- 1995: Retrato de familia - Sebastián Corona
- 1996: La antorcha encendida - Juan Francisco Azcárate y Lezama
- 1996: Sentimientos ajenos - Fernando
- 1997: Gente Bien.
- 1997: Desencuentro - Chiripas
- 1998: Gotita de amor - Sócrates
- 1999: Laberintos de pasión - Juan González
- 2000: El precio de tu amor - Héctor
- 2001: El noveno mandamiento - Padre Juan Molina
- 2001: El juego de la vida - Mestro Braulio Zúñiga
- 2003: Amor real - Silvano Arzola
- 2004: Apuesta por un amor - Cayetano Cruz
- 2006: Heridas de amor - Dr. Benjamín Cohen
- 2006: Las dos caras de Ana - Dionisio Jiménez
- 2007: Bajo las riendas del amor - Lupe García
- 2008: Juro que te amo - Toribio
- 2009: Sortilegio - Pedro Samaniego
- 2010: Llena de amor - Comisario Agustín Tejeda
- 2011: La fuerza del destino - Juez
- 2012: Amor bravío - Osvaldo Becerra
- 2013: Mentir para vivir - Dr. Veronese
- 2013: Quiero amarte - Héctor Fonseca
- 2015: Que te perdone Dios - Comandate Efraín Barragan
- 2016:Mujeres de negro- Juez

### Filmes
- 1976: Longitud de guerra.
- 1977: Cuartelazo, como De la Garza
- 1978: Soy el hijo del gallero.
- 1981: Fuego en el mar.
- 1982: El derecho de nacer II.
- 1983: La fuga de Carrasco.
- 1986: Mientras México duerme.
- 1987: Lamberto Quintero.
- 1987: Muerte del federal de camiones.
- 1987: Zapata en Chinameca.
- 1988: Durazo, la verdadera historia.
- 1989: Dos tipas de cuidado.
- 1990: Atrapados en la coca.
- 1990: La camioneta gris.
- 1990: Noche de pánico.
- 1991: El amarrador.
- 1991: Mártir de Mexicali, como Trebejo
- 1991: Muerte por partida doble, como Don Pepe
- 1991: Reportera en peligro.
- 1991: Triste recuerdo.
- 1992: Comando de federales II, como Ben Al Hasam
- 1992: Dos fuerzas.
- 1992: Halcones de la frontera II.
- 1992: Míster barrio.
- 1992: Perro rabioso III: Tras el rostro, como Mempo Scorza
- 1993: Ranger: muerte in Texas.
- 1995: Escuadrón de honor.
- 1997: Desencuentro II.
- 1997: Lotería mortal, como Dimas
- 1999: Bajas pasiones.
- 1999: El recomendado.